# Tentudía
Tentudía é uma comarca da Espanha, no sul da província de Badajoz, comunidade autónoma da Estremadura. Tem 1 283 km² de área e em 2021 tinha 19 742 habitantes.
| Comarcas limítrofes de Tentudía                                        |                                              |                            |
| Sierra Suroeste • Zafra-Río Bodión                                     | Zafra-Río Bodión • Campiña Sur               | Campiña Sur                |
| Sierra Suroeste                                                        |                                              | Campiña Sur                |
| Serra de Huelva [♦]                                                    | Serra de Huelva • Serra Norte de Sevilla [♦] | Serra Norte de Sevilla [♦] |
| [♦] ^ Serra de Huelva e Serra Norte de Sevilla situam-se na Andaluzia. |                                              |                            |

## Municípios da comarca
| Município            | Área (km²) | População (2021) | Densidade (hab./km²) |
| -------------------- | ---------- | ---------------- | -------------------- |
| Bienvenida           | 92,2       | 2 087            | 22,6                 |
| Bodonal de la Sierra | 68,0       | 1 017            | 15                   |
| Cabeza la Vaca       | 64,0       | 1 298            | 20,3                 |
| Calera de León       | 68,0       | 946              | 13,9                 |
| Fuente de Cantos     | 251,8      | 4 684            | 18,6                 |
| Fuentes de León      | 110,0      | 2 244            | 20,4                 |
| Monesterio           | 322,4      | 4 267            | 13,2                 |
| Montemolín           | 203,0      | 1 365            | 6,7                  |
| Segura de León       | 106,0      | 1 834            | 17,3                 |